# Gare de Cassel
La gare de Cassel est une gare ferroviaire française de la ligne d'Arras à Dunkerque-Locale, située sur le territoire de la commune de Bavinchove, à proximité de Cassel, dans le département du Nord, en région Hauts-de-France. 
C'est une halte voyageurs de la Société nationale des chemins de fer français (SNCF), desservie par des trains TER Hauts-de-France.

## Situation ferroviaire
Établie à 39 mètres d'altitude, la gare de Cassel est située au point kilométrique (PK) 273,807 de la ligne d'Arras à Dunkerque-Locale entre les gares d'Hazebrouck et d'Arnèke.

## Histoire
Le tableau du classement par produit des gares du département du Nord pour l'année 1862, réalisé par Eugène de Fourcy, ingénieur en chef du contrôle, place la station de Cassel au 33e rang, et au 95e pour l'ensemble du réseau du Nord, avec un total de 42 038,02 fr. Dans le détail cela représente : 28 459,63 fr pour un total de 19 184 voyageurs transportés, la recette marchandises étant de 4 388,79 fr (grande vitesse) et 9 179,70 fr (petite vitesse).
Les plans du projet définitif du bâtiment voyageurs ont été présentés par la Compagnie en 1864.

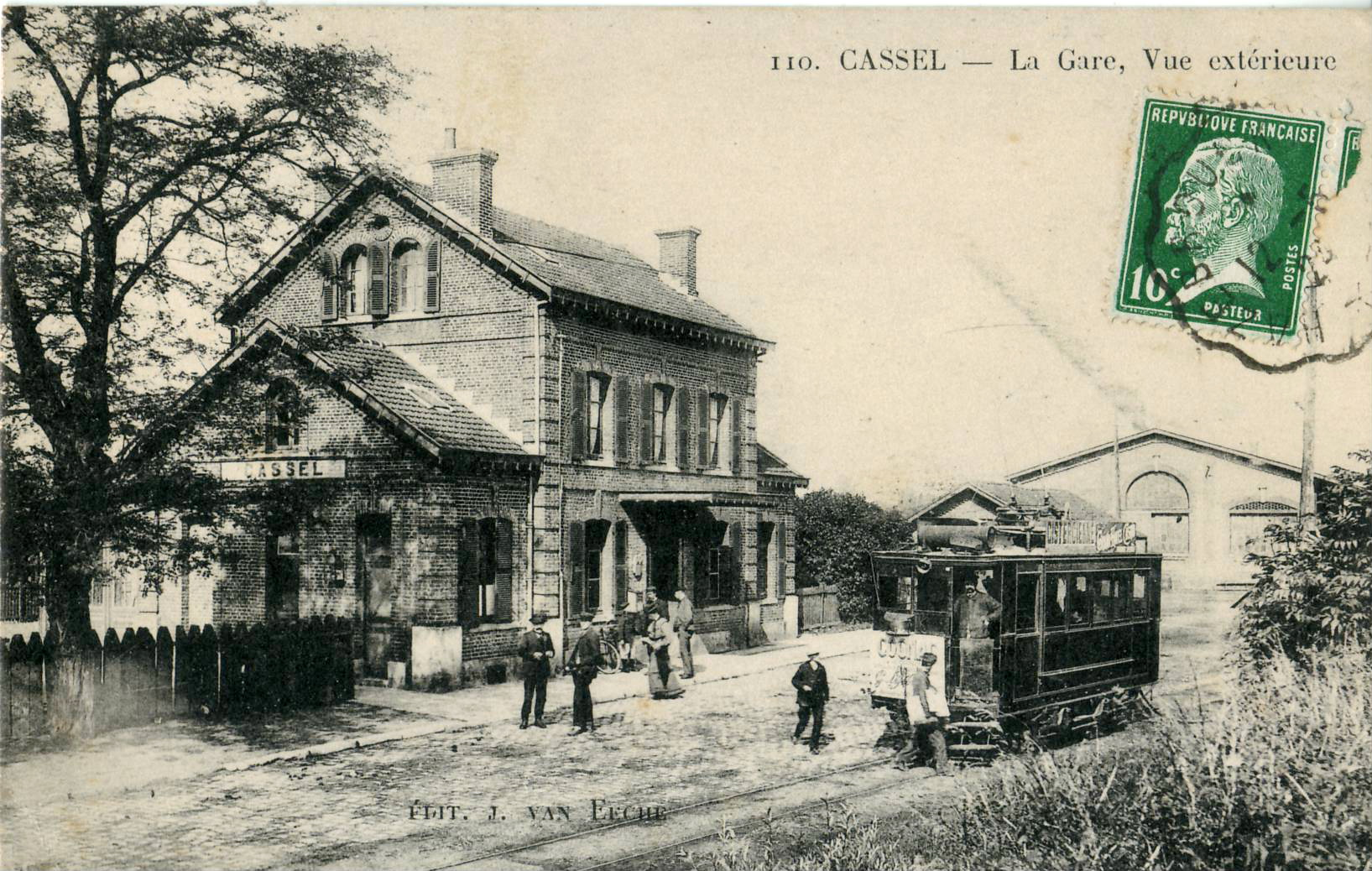
La gare et le tramway de Cassel, vers 1920

Un tramway électrique à voie métrique reliait la gare à la grand-place de la ville de Cassel, juchée sur sa butte, de 1900 à 1934 : le Tramway de Cassel.
Le bâtiment de la gare a été démoli en 1999.

## Service des voyageurs

### Accueil
Halte SNCF, c'est un point d'arrêt non géré (PANG) à accès libre. Elle est équipée d'automates pour l'achat de titres de transport.

### Desserte
Cassel est desservie par des trains TER Hauts-de-France qui effectuent des missions, entre les gares de Lille-Flandres, ou d'Hazebrouck, et de Dunkerque.

### Intermodalité
Un parc pour les vélos et un parking pour les véhicules y sont aménagés.